# هه‌ری عزیز
هه‌ری عزیز (انگلیسی: Dear Hyeri؛ کره‌ای: 나의 해리레게) یک مجموعه تلویزیونی محصول کره جنوبی به نویسندگی هان گا رام، با کارگردانی جونگ جی هیون و هان سوک وون و با بازی شین هه سون، لی جین ووک، کانگ هون و جو هه جو است. این مجموعه از ۲۲ سپتامبر ۲۰۲۴، روزهای دوشنبه و سه‌شنبه ساعت ۲۲:۰۰ (کی‌اس‌تی) از ئی‌ان‌ای پخش شد.

## بازیگران

### اصلی
- شین هه سون در نقش جو اون هو / جو هه ری[۲]
- لی جین ووک در نقش جونگ هیون اوه[۲]
- کانگ هون در نقش کانگ جو یون[۲]
- جو هه جو در نقش بک هه یون[۲]

### مکمل
- فیلا لی در نقش مون سو جونگ[۳]
- کانگ سانگ جون در نقش مون جی اون[۴]
- جون به سو در نقش کیم شین[۵]
- کیم ته رین در نقش شیم جین هوا[۶]